# بانی کاپور
بانی کاپور (انگلیسی: Boney Kapoor؛ زادهٔ ۲۲ آوریل ۱۹۵۵) تهیه‌کننده اهل کشور هند است. وی برادر آنیل کاپور و همسر سری دوی است که هر دو از بازیگران سرشناس بالیوود هستند.
همسر وی ، سری دوی بازیگر مشهور سینمای هند بود که در ۲۴ فوریه ۲۰۱۸ در سن ۵۴ سالگی بر اثر خفه شدگی در وان حمام در هتلی در دبی درگذشت.